# Holy Motors
Holy Motors is een Frans-Duitse film uit 2012 van regisseur Leos Carax.

## Inhoud
Hoofdpersoon Meneer Oscar rijdt door Parijs in een limousine die bestuurd wordt door Céline, die hem naar een aantal afspraken brengt. Hierbij neemt hij verschillende gedaanten aan met behulp van make-up en pruiken die in de auto liggen. In de eerste sequentie is hij een bedelende vrouw. In de tweede is hij een motion-capture-acteur en simuleert seks met een vrouw. Bij de derde afspraak speelt hij Monsieur Merde, een excentrieke en gewelddadige man, die bloemen op een kerkhof opeet, een fotomodel ontvoert en haar meeneemt naar een grot. In de volgende afspraak haalt hij in een oude rode auto zijn dochter op van een feestje. Uiteindelijk vertelt ze hem dat ze uit onzekerheid zich aldaar heeft verstopt in de badkamer. Oscar speelt accordeon met een groep muzikanten in een kerk. Bij de volgende afspraak moet hij een man vermoorden die er net zo uitziet als hijzelf, met dat verschil dat deze man wel haar heeft. Nadat hij het haar van de neergestoken man heeft afgeschoren en de man in het gezicht kerfde op dezelfde plaatsen als waar hij littekens heeft, steekt het slachtoffer hem in de nek. Hij strompelt naar de limousine en als hij weer daarin zit, is hij ongedeerd. In de auto bespreekt een man met een wijnvlek in zijn gezicht Oscars werkzaamheden met hem en zegt hem dat hij er vermoeid uitziet. Oscar vertelt hem dat hij voortgaat met zijn werk en de tijd mist dat hij zich bewust was van de draaiende camera's. Plotseling rent hij de auto uit en schiet een bankier neer, waarna hij door diens lijfwachten wordt neergeschoten. Nadat Céline hem naar de auto sleept, is hij weer ongedeerd. In de volgende sequentie is Oscar een oude man op een sterfbed. Met een vrouw die hem oom noemt bespreekt hij hun levens, waarna beiden naar ieders volgende afspraak gaan. Als Céline ruzie krijgt met de chauffeur van een andere limo herkent Oscar de passagier van deze auto. Met haar bespreekt hij de relatie die zij 20 jaar geleden hadden. Daarna moet hij vertrekken omdat haar partner in aankomst is. Als Oscar naar zijn limo loopt, ziet hij dat de vrouw en haar partner van het dak gesprongen zijn. Bij de laatste afspraak gaat Oscar naar zijn vrouw en dochter, die beiden chimpansee zijn. De film eindigt met een scène waarin de limousine in de garage staat van Holy Motors. De limo's bespreken hun angst als oude auto's te worden vernietigd.

## Rolverdeling
- Denis Lavant als Mr. Oscar
- Édith Scob als Céline
- Eva Mendes als Kay M.
- Kylie Minogue als Eva / Jean
- Élise L'Homeau als Léa / Élise
- Jeanne Disson als Angèle
- Michel Piccoli als man met de wijnvlek
- Leos Carax als de slaper